# Kill Devil Hills (Carolina del Norte)
Kill Devil Hills es un pueblo ubicado en el condado de Dare en el estado estadounidense de Carolina del Norte. La localidad en el año 2000, tenía una población de 5.897 habitantes en una superficie de 14.4 km², con una densidad poblacional de 234.4 personas por km².

## Geografía
Kill Devil Hills se encuentra ubicado en las coordenadas 36°1′32″N 75°40′12″O / 36.02556, -75.67000. Según la Oficina del Censo, la localidad tiene un área total de 14,4 km² (5,6 mi²), de la cual 14,3 km² (5,5 mi²) es tierra y 0,1 km² (0 mi²) (0.36%) es agua.

### Localidades adyacentes
El siguiente diagrama muestra a las localidades en un radio de 24 kilómetros (14,9 mi) de Kill Devil Hills.

## Demografía
En el 2000 la renta per cápita promedia del hogar era de $39.713, y el ingreso promedio para una familia era de $44.681. El ingreso per cápita para la localidad era de $20.679. En 2000 los hombres tenían un ingreso per cápita de $31.431 contra $23.206 para las mujeres. Alrededor del 8.30% de la población estaba bajo el umbral de pobreza nacional.